# Эль-Аюн
Эль-Аю́н (также Лааю́н; араб. العيون‎, бербер. ⵍⵄⵢⵓⵏ, исп. El Aaiún, фр. Laâyoune) — крупнейший город Западной Сахары, территории со спорным статусом на северо-западе Африки. Находится под контролем марокканской администрации. Главный город одной из областей Марокко — Эль-Аюн-Буждур-Сагиет-эль-Хамра. Также заявленная формальная столица Сахарской Арабской Демократической Республики (поскольку город находится под контролем Марокко, фактической временной столицей САДР является город Тифарити).

## Природные условия
Город расположен примерно в 20 км от Атлантического побережья, в оазисе на левом (южном) берегу уэда (речной долины) Хамра. Рельеф местности дюнный. Тропический сухой климат смягчается близостью океана. Осадки незначительны. Растительность представлена финиковыми пальмами, фиговыми деревьями и акациями. Из животных водятся мелкие грызуны и пресмыкающиеся.
Город расположен на двух уровнях — нижняя часть, включая бывший центр с испанским собором, в долине уэд Хамра, и верхняя часть, где расположена городская администрация и Большая мечеть — на плато выше берега уэда.
Выше Эль-Аюна долина Хамры перегорожена дамбой, в результате чего образовано водохранилище. По дамбе проходит национальная дорога R1.
Город не выходит к океану, однако на побережье океана расположен порт, связанный с Эль-Аюном автодорогой.

## Климат
Климат тропический пустынный. Однако климат Эль-Аюна гораздо мягче, чем для аналогичных регионов в глубине материка. Летние температуры гораздо ниже вследствие охлаждающего влияния Канарского течения, а зима чуть теплее. Климат очень сухой, за год выпадает не более 100 мм осадков, все — в зимние месяцы.
| Показатель                    | Янв.  | Фев.  | Март | Апр. | Май  | Июнь | Июль | Авг. | Сен. | Окт. | Нояб. | Дек.  | Год   |
| ----------------------------- | ----- | ----- | ---- | ---- | ---- | ---- | ---- | ---- | ---- | ---- | ----- | ----- | ----- |
| Абсолютный максимум, °C       | 28    | 33    | 37   | 41   | 38   | 37   | 43   | 47   | 40   | 38   | 33    | 30    | 47    |
| Средний суточный максимум, °C | 20    | 20    | 22   | 22   | 22   | 24   | 26   | 28   | 27   | 24   | 24    | 20    | 23    |
| Средняя температура, °C       | 16    | 17    | 19   | 18   | 20   | 21   | 21   | 25   | 24   | 22   | 20    | 17    | 20    |
| Средний суточный минимум, °C  | 12    | 13    | 16   | 15   | 16   | 18   | 20   | 20   | 20   | 18   | 16    | 13    | 17    |
| Абсолютный минимум, °C        | 5     | 6     | 8    | 10   | 11   | 11   | 12   | 16   | 16   | 8    | 2     | 6     | 2     |
| Норма осадков, мм             | 17,97 | 18,51 | 6,74 | 2,54 | 3,21 | 0,31 | 0,0  | 0,0  | 1,21 | 7,47 | 16,90 | 18,60 | 93,46 |
| Источник: Weatherbase         |       |       |      |      |      |      |      |      |      |      |       |       |       |

## Население, язык, вероисповедание
| 1982   | 1994     | 2004     | 2010     | 2013     | 2014[…]  | 2024     |
| ------ | -------- | -------- | -------- | -------- | -------- | -------- |
| 93 875 | ↗136 950 | ↗183 691 | ↗196 331 | ↗270 000 | ↘217 732 | ↗262 791 |

Население Эль-Аюна — 217 732 человека (2014), при этом в столице живёт половина населения страны. В городе проживает 8 тыс. европейцев. Государственным языком является арабский, в повседневном общении используется диалект хасания. Господствующая религия — ислам.

## История
Первые поселения на территории современной столицы относятся к X веку, что связано с удачным расположением в оазисе. В качестве города Эль-Аюн известен с 1936 года, поселение было основано испанцами после колонизации Западной Сахары. По 1958 год город входил в состав испанского протектората, а с 1961 года — в состав заморской провинции Испании.
В 1975 году, после вывода испанских войск, король Марокко Хасан II, давно заявлявший территориальные претензии на Западную Сахару, объявил так называемый Зелёный марш, в ходе которого 350 тысяч марокканцев пересекли границу Западной Сахары и заняли её населённые пункты, в том числе Эль-Аюн. С этого момента город контролируется Марокко. В 1976 году Народный фронт за освобождение Сегиет-эль-Хамра и Рио-де-Оро (ПОЛИСАРИО) провозгласил создание Сахарской Арабской Демократической Республики, столицей которой и был объявлен Эль-Аюн. Однако окончательную независимость страна не обрела до сих пор, её правительство находится в изгнании. С точки зрения Марокко, Эль-Аюн является административным центром области Эль-Аюн-Буждур-Сагиет-эль-Хамра. С начала марокканской оккупации город существенно увеличился, и многие улицы не имеют названий, а обозначены номерами.
В Эль-Аюне расположена штаб-квартира миротворческой миссии ООН по референдуму в Западной Сахаре (MINURSO), и в городе имеется повышенное присутствие военнослужащих ООН. В частности, сотрудники ООН полностью занимают самую престижную в городе, построенную ещё в колониальные времена, гостиницу-парадор.

## Культурное значение
В городе сохранилось небольшое число достопримечательностей, в частности, развалины испанского форта, Большая мечеть Мулай Абдель-Азиз, исторический музей и Ремесленный рынок.
В Эль-Аюне сохранился также испанский собор, который, хоть и не действует, до сих пор принадлежит католической церкви. Это одна из двух христианских церквей, сохранившихся на территории Западной Сахары.
Большинство зданий Эль-Аюна выкрашено в один из светлых оттенков коричневого цвета (жжёная сиена).

## Транспорт
В городе имеется аэропорт (IATA: EUN — ICAO: GMML/GSAI) с двумя взлётно-посадочными полосами длиной 2700 и 2500 метров.
В нескольких километрах восточнее города, по дамбе, перегораживающей уэд Хамра, проходит дорога N1, одна из основных транспортных магистралей Марокко, соединяющая Эль-Аюн с Танжером, Касабланкой, Агадиром на севере и Дахлой на юге. В южном направлении дорога выходит за пределы Западной Сахары и идёт далее в Мавританию и Сенегал, заканчиваясь в Дакаре.
В Эль-Аюне существует автостанция, город связан прямым автобусным сообщением с Агадиром и Марракешем.
На побережье Атлантического океана, примерно в 20 км от города, есть порт.

## Спорт
В Эль-Аюне базируется профессиональный футбольный клуб «Шабаб Массира» (используется также французское название Jeunesse Massira), с сезона 1994/95 по сезон 2011/12 без перерывов выступавший в высшем дивизионе (Ботола) чемпионата Марокко. Домашний стадион клуба, «Шейх Мохамед Лягдеф», вмещает 30 тысяч зрителей. Клуб был основан в 1977 году.

## Города-побратимы
- Авилес (Испания)
- Алжир (Алжир)
- Альмерия (Испания)
- Каракас (Венесуэла)
- Лорка (Испания)
- Малага (Испания)
- Монтевидео (Уругвай)
- Сорренто (Италия)